# 布赖兹
布赖兹（法語：Braize，法語發音：[bʁɛz]）是法国阿列省的一个市镇，位于该省西北部，属于蒙吕松区。

## 地理
布赖兹（46°40'2"N, 2°38'59"E）面积20.95 平方千米，位于法国奥弗涅-罗讷-阿尔卑斯大区阿列省，该省份为法国中部省份，北起涅夫勒省、西北接谢尔省，西南至克勒兹省，南至多姆山省，东南临卢瓦尔省，东临索恩-卢瓦尔省。
与布赖兹接壤的市镇（或旧市镇、城区）包括：莱特隆、圣博内特龙赛、于尔赛、谢尔省沙朗通、库斯特、莫讷-维特赖。

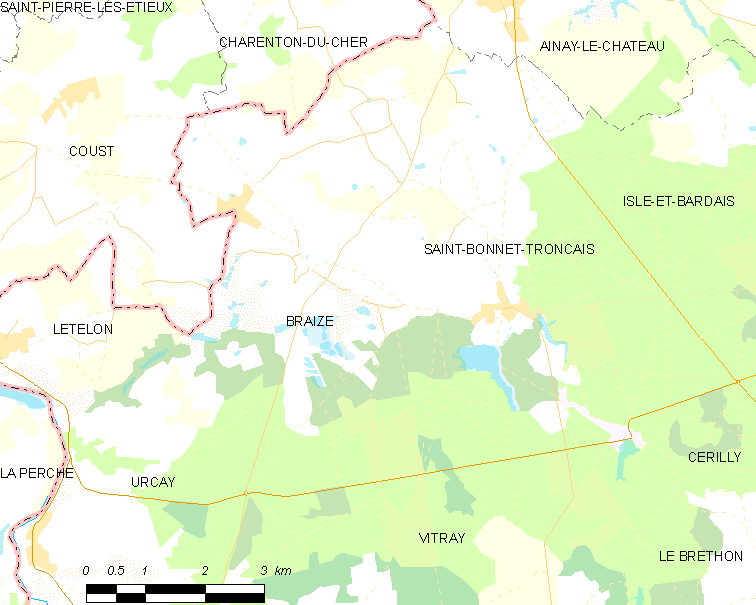
布赖兹的OSM定位图

布赖兹的时区为UTC+01:00、UTC+02:00（夏令时）。

## 行政
布赖兹的邮政编码为03360，INSEE市镇编码为03037。

## 政治
布赖兹所属的省级选区为波旁拉尔尚博县。

## 人口

1962-2008年间布赖兹人口变化图示

布赖兹于2022年1月1日时的人口数量为259人。